# Grand Sud
Grand Sud (en italien : Grande Sud, GS) était un parti politique italien de type modéré, méridional et autonomiste, créé le 14 juillet 2011 qui s'est fondu dans Forza Italia en novembre 2013. Classée au centre droit, le parti disposait de 13 députés sur 630 et de 4 sénateurs sur 315 au parlement italien, tandis qu'en 2013, il ne compte plus qu'un sénateur. Afin de bénéficier d'un financement politique et de facilités de fonctionnement la composante Grande Sud au sein du groupe mixte portait le sigle Grande Sud-PPA, le Partito Pensiero e Azione (PPA) s'étant présenté dans une circonscription électorale de Turin, ce que n'avait pas fait Grande Sud en 2008. En novembre 2013, Grande Sud adhère à la nouvelle Forza Italia de Silvio Berlusconi.

## Composition
Grande Sud réunit notamment :
- Force du Sud, mouvement dirigé par Gianfranco Miccichè (ex Forza Italia) ;
- Io Sud, mouvement dirigé par la sénatrice Adriana Poli Bortone (ex Alliance nationale) ;
- Nous Sud, mouvement dirigé par Arturo Iannaccone (ex Mouvement pour les autonomies).

Son objectif est de contrebalancer le rôle tenu par la Ligue du Nord au profit du Mezzogiorno italien.

## Historique
Elle se présente pour la première fois lors des élections régionales du Molise en 2011, en soutenant le candidat de centre droit Angelo Michele Iorio : elle obtient 11 755 voix et fait élire deux conseillers régionaux.
À la Chambre, elle compte les 7 députés de Force du Sud : Giuseppe Fallica, Ugo Grimaldi, Maurizio Iapicca, Gianfranco Miccichè, Marco Pugliese, Francesco Stagno D'Alcontres et Giacomo Terranova, qui adhèrent au groupe mixte et ne font partie d'aucune composante.
Au Sénat, quatre sénateurs font partie de Grande Sud : les trois sénateurs de Force du Sud (Roberto Centaro, Mario Ferrara et Salvo Fleres), inscrits au groupe Coesione Nazionale; la sénatrice de Io Sud, également inscrite audit groupe.
Pour les élections générales italiennes de 2013, Grande Sud annonce le 3 janvier 2013 qu'il présentera des listes méridionales, alliées au Peuple de la liberté sous la direction de Gianfranco Miccichè qui a trouvé un accord avec Silvio Berlusconi. Grande Sud, avec le Mouvement pour les autonomies de Raffaele Lombardo n'obtient que 148 552 voix (0,43 %) à la Chambre et 122 100 voix (0,39 %) sans le MPA au Sénat.
Un seul sénateur est élu (sur 315), en Calabre, avec Giovanni Bilardi.